# Hidroclorborita
La hidroclorborita és un mineral de la classe dels borats.

## Característiques
La hidroclorborita és un borat de fórmula química Ca₂B₃O₃(OH)₄·BO₃(OH)₃Cl·7H₂O. Cristal·litza en el sistema monoclínic. Es troba en forma de cristalls tabulars ben formats {001}, amb terminacions en forma de falca, de fins a 13 mil·límetres. La seva duresa a l'escala de Mohs és 2,5.
Segons la classificació de Nickel-Strunz, la hidroclorborita pertany a «06.DA: Nesotetraborats» juntament amb els següents minerals: bòrax, tincalconita, hungchaoïta, fedorovskita, roweïta, uralborita, borcarita, numanoïta i fontarnauïta.

## Formació i jaciments
Aquesta espècie va ser descrita l'any 1965 a partir de mostres trobades a la Xina i al Salar de Carcote, a Ollagüe, Antofagasta (Xile). També se n'ha trobat al dipòsit de bor de Sarıkaya, a Kirka (Anatòlia Central, Turquia). Sol trobar-se associada a altres minerals, com: ulexita, halita i guix.